# آلفردو آستیز
آلفردو آستیز (انگلیسی: Alfredo Astiz؛ زادهٔ ۸ نوامبر ۱۹۵۱) فرد نظامی اهل آرژانتین است. وی یک فرمانده سابق (فرمانده نیروی دریایی)، افسر اطلاعاتی و تکاور نیروی دریایی است که در دوران دیکتاتوری نظامی خورخه رافائل ویدلا (۱۹۷۶–۱۹۸۳) خدمت کرده‌است.

## پرونده جنایات جنگی
آلفردو آستیز با عنوان بدنام فرشته بلوند مرگ شهرت داشت. او در سال ۱۹۹۸ پس از یک نشست خبری پس از آنکه از اقدامات خود در دوران خدمت در ارتش دفاع کرد، از نیروی زمینی آرژانتین برکنار شد. او عضو گروه تی جی (گروه تاکتیکی غواصان ۳٫۳٫۲) مستقر در دانشکده مکانیک افسران نیروی دریایی (که معمولاً با نام اختصاری آن ESMA نامیده می‌شود) در بوئنوس آیرس از سال ۱۹۷۶ تا ۱۹۸۳ بود. این مرکز آموزشی نیروی دریایی آرژانتین به عنوان یک زندان سری و مرکز شکنجه برای زندانیان سیاسی به کار گرفته می‌شد. حدود ۵٬۰۰۰ زندانی در آن سال‌ها در زندان بودند و مورد بازجویی و شکنجه قرار گرفتند. جی تی ۳٫۳٫۲ در برخی از مرگ‌های قریب به ۸٬۹۶۱ تن و جرائم دیگر دخیل بوده‌است.
در سال ۱۹۸۳ پس از احیای دولت دموکراتیک در آرژانتین، پرونده آسیتز که متخصص در امور تاکتیک‌های نفوذ بود توسط یک کمیسیون ملی مورد بررسی قرار گرفت. او در دسامبر ۱۹۷۷ در ربودن دوازده فعال حقوق بشر، از جمله آسوسنا ویافلور و دو راهبه تبعه فرانسه لیونی دوکه و آلیس دومون، که راهبه‌های کاتولیک بودند، دست داشت. هیچ‌یک از این دوازده نفر دیگر دیده نشدند و گفته شد همه آن‌ها کشته شده‌اند و گفته می‌شود که در اواخر سال ۱۹۷۷ در میان اجسادی بودند که در سواحل جنوب بوئنوس آیرس بر اثر شسته شدن خاک قبرها پیدا شدند. در آغاز سال ۱۹۸۲، در جنگ فالکلند آسیتز خودش را همراه با تیم خود تسلیم نیروهای بریتانیا کرد. سوئد و فرانسه می‌خواستند از او در مورد «ناپدید شدن» اتباع خود سؤال کنند، اما با در نظر گرفتن پروتکل و مسائل کنوانسیون ژنو، پادشاهی متحد بریتانیا او را توسط یک پلیس بریتانیایی تحت بازجویی قرار داد. آسیتز از پاسخ دادن به هر سؤالی امتناع کرد. انگلستان در تصمیم از این که او را به حال خود گذاشته یا محاکمه‌اش کند تردید داشت و به آن فکر نکرده بود، و از آنجا که جرائمی که آسیتز در آرژانتین مرتکب شده بود برای پیگرد قانونی در قانون بین‌المللی حقوق بشر تعریف نشده بود. او را به آرژانتین بازگرداندند. در سال ۱۹۸۶ و ۱۹۸۷، آرژانتین قانون عفو را از مجلس گذراند. به طوریکه یک عفو عمومی به افسران نظامی و امنیتی برای جرائمی که در طول جنگ کثیف مرتکب شده بودند، صادر شد.

## محاکمه
در سال ۱۹۹۰ یک دادگاه فرانسوی آسیتز را طی یک محاکمه غیابی محکوم کرد و او را به خاطر ربودن آلیس دومون و لیونی دوکه، به حبس ابد محکوم نمود.
پس از آنکه دادگاه عالی آرژانتین حکم داد که قوانین عفو عمومی برخلاف قانون اساسی بوده‌اند، دولت به عنوان دادستان، پرونده‌های جنایات جنگی را باز کرد. آن سال آسیتز به اتهام آدم‌ربایی و شکنجه بازداشت شد. در ژوئیه ۲۰۰۵ در گورستانی در حدود ۴۰۰ کیلومتری جنوب بوئنوس آیرس اجساد پیدا شدند و پس از آزمایش دی‌ان‌ای لیونی دوکه شناسایی شد. در نتیجه پی‌گرد قانونی اتهامات علیه آسیتز قتل را هم شامل شد. آسیتز به همراه چندین متهم دیگر مرتبط با زندان سری دانشکده مکانیک افسران نیروی دریایی ESMA، در ۲۶ اکتبر ۲۰۱۱ به حبس ابد در آرژانتین محکوم شدند.